# دخترک کبریت‌فروش (فیلم ۱۹۲۸)
دخترک کبریت‌فروش (انگلیسی: The Little Match Girl) فیلمی در ژانر درام به کارگردانی ژان رنوآر است که در سال ۱۹۲۸ منتشر شد.